# Ballymena
Ballymena (wym. [ˌbæliˈmiːnə]; irl. An Baile Meánach [ən̪ˠ ˈbˠalʲə ˈmˠaːn̪ˠəx]) – miasto w Irlandii Północnej (Wielka Brytania), w hrabstwie Antrim, w dystrykcie Mid and East Antrim, położone nad rzeką Braid, około 40 km na północny zachód od Belfastu. W 2011 roku liczyło 29 551 mieszkańców.
W mieście działa Polska Szkoła Sobotnia.

## Demografia
W 2011 roku 5,7% mieszkańców potrafiło posługiwać się, w różnym stopniu zaawansowania, językiem irlandzkim, a 17,7% – ulsterskim dialektem języka scots. Dla 6,3% mieszkańców język angielski nie był językiem ojczystym. 26,7% osób wyznawało lub zostało wychowanych w wierze katolickiej, a 65,8% – protenstanckiej bądź w innym odłamie chrześcijaństwa.

## Gospodarka
W mieście znajduje się siedziba firmy motoryzacyjnej Wrightbus, zajmującej się produkcją autobusów. W mieście funkcjonuje również jej fabryka, w której wyprodukowano m.in. autobusy New Routemaster dla Londynu.
W mieście jest stacja kolejowa Ballymena.

## Sport
- Ballymena United F.C. – klub męskiej piłki nożnej
- Ballymena United Allstars F.C. – klub kobiecej piłki nożnej

## Współpraca
- Gibraltar
- Castlebar, Irlandia
- Morehead, Stany Zjednoczone